# Старобачаты
Старобача́ты, ранее Старо-Бачаты — посёлок в Беловском районе Кемеровской области. Является центром Старобачатского сельского поселения. 

## География
Село Старобачаты располагается по обеим берегам реки Большой Бачат. Центральная часть населённого пункта расположена на высоте 204 метров над уровнем моря. В посёлке расположена железнодорожная станция Бочаты.

## История
Село Бачаты основано в 1626 году русскими казаками и служилыми людьми. Своё название населённый пункт получил по имени реки Большой Бачат, на берегах которой расположен.
С 1822 года Бачаты входили в состав Кузнецкого округа Томской губернии, в 1860 году преобразованного в Кузнецкий уезд.
В 1850 года недалеко от села была устроена первая шахта Кузбасса.
Согласно «Списку населённых мест Томской губернии за 1859 год» заводское село Бачатское (Бачат) насчитывало 123 двора и 894 жителя (429 мужчин и 465 женщин).
В селе имелась деревянная православная церковь во имя Святителя Николая Чудотворца, построенная в 1828 году. Бачатский приход относился к 13-му Благочинию Томской Епархии, имел 1830 прихожан мужского пола, 1891 — женского пола. В селе Бачатском имелась школа гражданского ведомства.
По данным справочника «Списки населённых мест Томской губернии за 1911 год» село Бачатское являлось административным центром Бачатской волости Кузнецкого уезда Томской губернии. В селе насчитывалось 270 дворов и 1595 жителей (806 мужчин и 789 женщин). Село располагалось по обе стороны реки Бачат, имелись церковь, часовня, волостное правление, сельское училище, сельская лечебница, почтовая станция, Козьмо-Демьяновская ярмарка с 1 по 8 ноября, казённая винная лавка, 3 мануфактурных лавки, 2 маслодельных завода.
После Октябрьской революции в соответствии с декретом ВЦИК от 15 февраля 1920 года, согласно которому в селениях не менее 300 жителей образовывались сельские советы, был сформирован Бачатский сельсовет.
Постановлением Президиума Томского губисполкома от 4 сентября 1924 года был образован Бачатский район, в который включены волости: Бачатский ПИК, Салаирская, Карачумышская, Урско-Бедаревская (н. п. Салаирка), Караканская (н. п. Коновалова, Сидоренкова), Николаевская (н. п. Поморцева), Телеутская (кроме д. Урской), Ускатская (н. п. Сергеево, Кутанова, Бурдукова, Уаргайла).
Постановлением ВЦИК от 10 мая 1931 года районный центр перенесен в рабочий посёлок Белово с переименованием района в Беловский.
10 апреля 1958 года Бачаты отнесены к категории рабочих поселков с присвоением названия Старо-Бачаты, а Бачатский сельский совет преобразован в Старо-Бачатский поселковый совет.
Решением ОИК (сельского) № 157 от 21 апреля 1964 года в черту рабочего посёлка Старобачаты включена фактически слившаяся с ним деревня Мамонтово.
На основании закона Кемеровской области «О преобразовании рабочих поселков Кемеровской области», принятого Советом народных депутатов Кемеровской области 29 сентября 2004 года, рабочий посёлок Старобачаты преобразован в сельский посёлок Старобачаты.
Решением сессии Старобачатского сельского Совета народных депутатов от 22 июня 2010 года № 60 утверждено Муниципальное образование «Старобачатское сельское поселение».

## Население
| 1959 | 1970  | 1979  | 1989  | 2002  | 2010  | 2021  |
| ---- | ----- | ----- | ----- | ----- | ----- | ----- |
| 9618 | ↘6981 | ↘6385 | ↘5526 | ↘4725 | ↘4382 | ↘3870 |

По данным Всероссийской переписи населения 2010 года, в посёлке Старобачаты проживает 4382 человека (2083 мужчины, 2299 женщин).

## Улицы посёлка
| - Базарный переулок - Бачатская улица - Береговая улица - Береговой переулок - Боровская улица - Весенняя улица - Водопроводная улица - Вокзальная улица - Гаражная улица - Горная улица - Железнодорожная улица - Загорная улица - Загорный переулок - Зареченская улица - Зеленые Лужки улица - Интернатовская улица - Интернатовская улица - Клубная улица - Кузбасская улица | - Кузбасский переулок - Кузнецкая улица - Ленина улица - Линейная улица - Мамонтовская улица - Мира переулок - Мира улица - Набережная улица - Нефтебазовская улица - Нефтебазовский пер - Никольская улица - Новозареченская улица - Новосадовая улица - Озерная улица - Петропавловская улица - Пионерская улица - Почтовая улица - Почтовый переулок - Рабочая улица | - Садовая улица - Садовый переулок - Свободная улица - Совхозная улица - Степная улица - Степной переулок - Телефонная улица - Телефонный переулок - Томская улица - Целинная улица - Центральная улица - Шахта Шестаки улица - Шахтерская улица - Экскаваторная улица - 1-18 - 34 - 3-й Рабочий переулок - 4-й Рабочий переулок - 5-й Рабочий переулок |